# Dynastie Varman

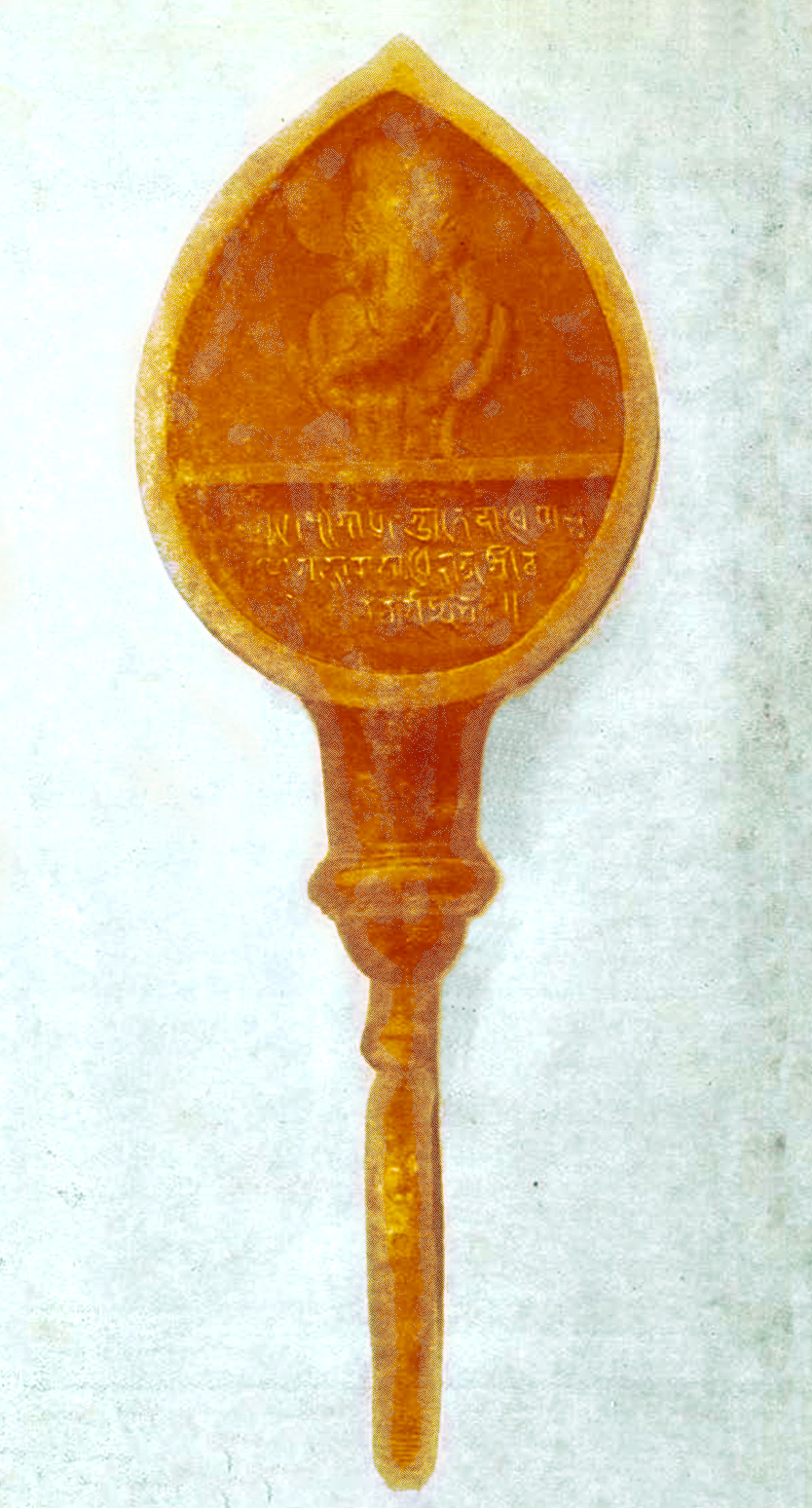
Sceau en cuivre du royaume de Kamarupa

La dynastie Varman dirigea le royaume de Kamarupa (Assam actuel) de 350 à 650. Cette dynastie est parfois appelée Naraka ou Bhauma, afin d'indiquer la filiation avec le mythique Narakasura. Pushyavarman fut le premier dirigeant historique d'Assam. Cette dynastie fut suivie par celle de Salasthambha. Varman veut dire cuirassé en sanscrit.

## Liste des souverains
1. 350-374 : Pushyavarman
2. 374-398 : Samudravarman
3. 398-422 : Balavarman
4. 422-446 : Kalyanavarman
5. 446-470 : Ganapativarman alias Ganendravarman
6. 470-494 : Mahendravarman alias Surendravarman
7. 494-518 : Narayanavarman
8. 518-542 : Bhutivarman alias Mahabhutivarman
9. 542-566 : Chandramukhavarman
10. 566-590 : Sthitavarman
11. 590-595 : Susthitavarman
12. 595-600 : Supratisthitavarman
13. 600-650 : Bhāskarvarman